# James David Forbes

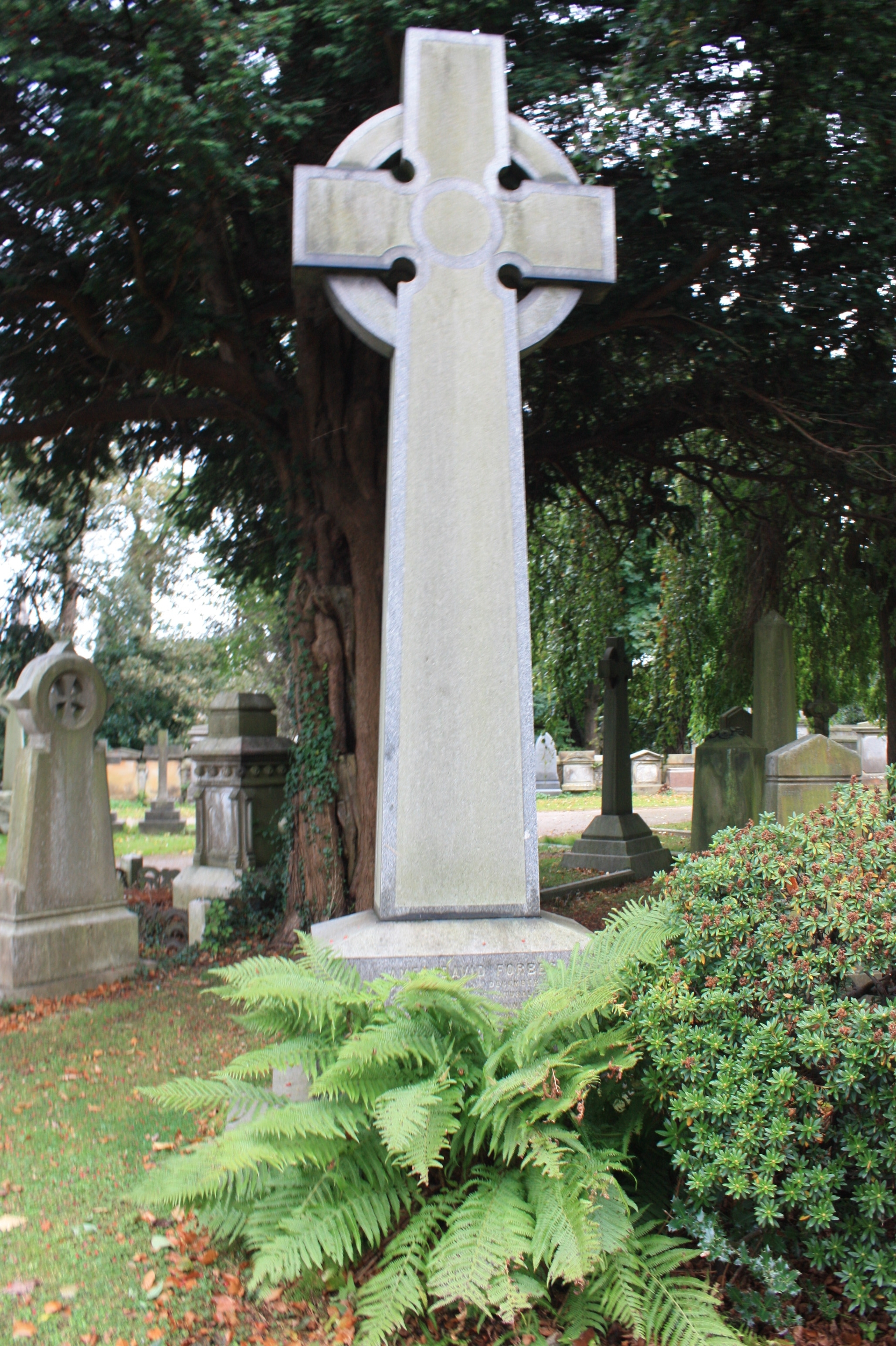
Tomba de James David Forbes, Dean Cemetery

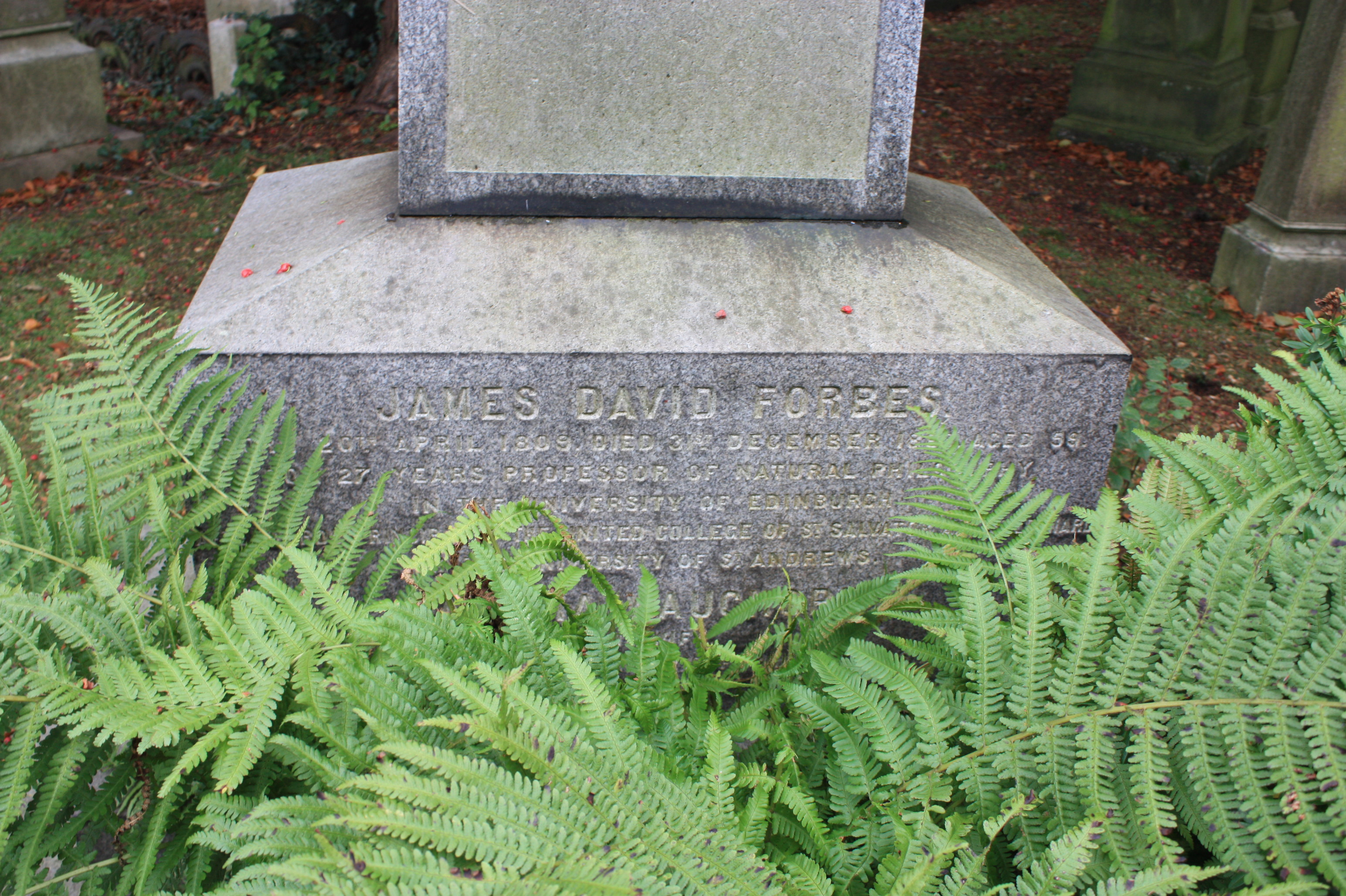
Inscripció de James David Forbes a la seva tomba

James David Forbes FRS FRSE FGS (1809 – 1868) va ser un físic escocès i un glaciòleg que treballà extensament en la conducció de la calor i la sismologia. Forbes residia a Edimburg, va ser professor de la Universitat d'Edimburg i professor allà des de 1833 fins a dirigir la United College of St. Andrews el 1859.
Inventà el sismòmetre el 1842.
Com a investigador científic és ben conegut pels seus treballs sobre la calor en les glaceres. Entre 1836 i 1844 publicà a Trans. Roy. Soc. Ed. quatre sèries sobre "Researches on Heat," en el curs dels quals demostrà que la turmalina pot polaritzar la radiació tèrmica infraroja. Va guanyar la Medalla Rumford de la Royal Society el 1838, i el 1843 va rebre la Royal Medal per un informe sobre la "Transparency of the Atmosphere and the Laws of Extinction of the Sun's Rays passing through it."
Va dirigir la seva atenció al flux de les glaceres l'any 1840 quan es reuní amb Louis Agassiz a Glasgow a la British Association. Del seu viatge a Suïssa va quedar impressionat per les teories de Bernhard Studer, i també anà a Noruega per obtenir dades.
Durant les seves expedicions va fer mesuraments del punt d'ebullició de l'aigua a diferents altituds.
Forbes en geologia publicà memòries de les fonts termals dels Pirineus, els volcans extints de Vivarais (Ardêche), sobre la geologia de Cuchullin i Eildon hills, etc. Va escriure, Travels through the Alps of Savoy and Other Parts of the Pennine Chain, with Observations on the Phenomena of Glaciers (1843); Norway and its Glaciers (1853); Occasional Papers on the Theory of Glaciers (1859); A Tour of Mont Blanc and Monte Rosa (1855). Va ser l'autor de (1852) "Dissertation on the Progress of Mathematical and Physical Science," publicada a la 8a edició de Encyclopædia Britannica.
El Riu Forbes i la glacera Forbes de Nova Zelanda, el recorden.
James David Forbes va ser un cristià devot, va escriure "Life and Letters of James David Forbes" (1873), junt amb John Campbell Shairp i Peter Guthrie Tait.